# 경기도청 북부출장소
경기도청 북부출장소(京畿道廳 北部出張所)는 1967년 3월 22일에 설립된 경기도청의 소속 기관으로, 2000년 2월 25일에 출범한 경기도청 북부청사의 전신이다. 의정부시, 고양시, 동두천시, 구리시, 남양주시, 파주시, 양주시, 포천시, 연천군, 가평군 등 경기북부 지역의 행정사무를 관할하였다.
서울 광화문 근처(세종로 76-2번지)에 있던 경기도청을 1967년 6월 23일에 수원으로 옮기면서 같은 해 6월 27일에 경기도 조례 제309호에 경기도 북부출장소 설치 조례를 공포하고, 7월 1일 경기도 의정부시 의정부1동에 경기도 북부출장소를 개청하였다. 조직은 1실 5과 14계였고 1967년 7월 1일 경기도 규칙 제405호로 편제되었으며, 소장은 국가직 부이사관, 부소장은 서기관으로 보하였다가 1989년 1월 1일부터는 소장은 지방이사관급, 부소장은 지방부이사관급으로 직급이 격상되었다. 초기에는 의정부시청 내에 있었다가 뒤에 의정부시 호원동으로 옮겼다.
1989년 12월 27일 북부출장소 규칙 제2035호(1989.12.27.)를 제정, 총무과에 행정계를 신설하여 기존 서무계, 민원계와 함께 3개의 계로 개편하고, 보건사회과와 그 산하 사회복지계, 보건위생계, 환경보호계를 신설하고, 개발과에 지도1계, 지도2계, 상공운수계를 개발계, 지역경제계, 산업계로 개칭하였다. 1993년 1월 5일에는 1실 5과 14계에서 지방4급 서기관 국장의 총무국, 지역개발국과 건설과, 환경보호과 신설로 2국 1실 7과 20계로 증원되었다. 또한 154개의 사무를 자체 처리할 수 있게 되었다.
출장소의 초기 관할구역은 1시·6군(의정부시와 양주군, 파주군, 고양군, 연천군, 포천군, 가평군)이었다. 1973년에 고양군의 일부가 서울특별시로 편입되었으며, 이후 관할구역 내에서 남양주군, 동두천시, 구리시, 미금시가 신설되고 고양군, 파주군이 각각 고양시, 파주시로 승격하였다. 1995년에는 남양주군과 미금시가 남양주시로 통합되었다. 
경기도 제2청 승격이 확정되면서 1998년 9월 14일에 북부출장소 폐지 조례가 제정되었고, 2000년 2월 25일 북부출장소장 대신 제2행정부지사를 두게 하면서 경기도청 제2청사로 승격하였다. 이와 함께 경원선 의정부역 근처 의정부2동 삼성생명 건물로 임시 이전했으며, 제2청사 출범 후 2002년에 의정부시 금오동 택지개발지구 내로 이주하였다. 1995년 지방자치제도를 실시하기 전까지 북부출장소장(2급)은 경기도의 2명의 부지사(2급)과 같은 직급이었다.

## 청사
- 경기도 의정부시 의정부동 193-1 태영프라자, 1층 구 의정부시청 임시별관 내(1967년 3월 22일)
- 경기도 의정부시 호원동 119(1970년 7월 25일)
- 경기도 의정부시 호원동 119-151(1995년 지번정정)
- 경기도 의정부시 의정부동 493-1 삼성생명 빌딩(2000년 2월 25일)
- 경기도 의정부시 신곡2동 800(2002년 1월 2일)[8]

## 조직
- 소장
- 부소장
  - 비서실
- 기획감사실

### 산하기관
| - 총무과 - 서무계 - 행정계 - 민원계 - 감사과 - 감사계 - 조사계 - 보건사회과 - 사회복지계 - 보건위생계 - 환경보호계 - 재무과 - 관재계 - 예산계 - 가정복지과 - 가정복지계 - 부녀복지계 - 청소년계 | - 지역경제과 - 지역경제계 - 농축산계 - 공업계 - 교통행정계 - 건설과 - 개발계 - 관리계 - 도로계 - 상하수도계 |

### 산하기관 (1998.09.14. 이후)
| - 총무과 - 총무담당 - 자치행정담당 - 전산통신담당 - 재정과 - 경리담당 - 세정담당 - 재산관리담당 - 관재담당 - 감사과 - 감사담당 - 조사담당 - 대민봉사담당 | - 맑은물보전과 - 상하수도담당 - 환경지도담당 - 폐기물담당 - 환경정책담당 - 사회복지과 - 사회복지담당 - 여성복지담당 - 가정복지담당 - 청소년담당 - 보건위생과 - 지역보건담당 - 질병관리담당 - 식품의약품담당 | - 산업경제과 - 경제총괄담당 - 기업지원담당 - 경제정책추진담당 - 농정과 - 농정담당 - 농업경영담당 - 문화관광과 - 문화예술담당 - 문화산업진흥담당 - 소방재난본부 | - 지역계획과 - 지역계획담당 - 지역개발담당 - 토지관리담당 - 건설행정과 - 건설행정담당 - 치수담당 - 건축담당 - 맑은물담당 - 도로교통과 - 도로담당 - 도로시설담당 - 교통담당 |

## 관할 자치단체
- 의정부시
- 고양군 → 고양시 (1992년 2월 1일 승격)
  - 일산구 (1996년 3월 1일 신설)
    - 일산동구 (2005년 5월 16일 신설)
    - 일산서구 (2005년 5월 16일 신설)

  - 덕양구 (1996년 3월 1일 신설)
- 양주군 → 양주시 (2003년 승격)
  - 동두천시 (1981년 신설)
- 파주군 → 파주시 (1996년 승격)
- 포천군 → 포천시 (2003년 승격)
- 연천군
- 가평군
- 남양주군 (1980년 양주군 남부 분리·신설) → 남양주시 (1995년 승격)
  - 구리시 (1986년 신설)
  - 미금시 (1989년 신설, 1995년 폐지)

## 기타
2000년 2월 25일 경기도 북부출장소 설치 당시 경기북부지역의 주민등록상 총 인구 수는 80만 명이었다. 2000년 1월 4일부터 경기북부 주민들은 의정부에 있는 경기도 북부출장소에서도 여권을 발급하였다. 경기도는 외교통상부의 승인을 받아 북부출장소에 여권담당 부서를 개설하였다.